# 姆拉登·佩特里奇
姆拉登·佩特里奇（1981年1月1日—），是一名克罗地亚职业足球运动员，司职前锋或影子前锋。

## 俱乐部生涯
佩特里奇出生于前南斯拉夫波黑，但是很快为躲避战乱搬家到了克罗地亚，此后更来到了瑞士纽恩霍夫居住。少年时期他随本地球队训练，成为职业球员后效力于巴登，但很快以出色表现先后被瑞士两强苏黎世草蜢与巴塞尔购入。2007年夏天，佩特里奇加盟德甲多特蒙德队，在第一个赛季表现极其出色。
2012年6月28日，富咸與剛約滿德甲漢堡的佩特里奇簽一年合約。
2013年7月1日，富勒姆宣佈不會提供新合約給多名球員，佩特里奇為其中之一。
2013年9月10日，英超球會韋斯咸由於前鋒又再受傷，為補前鋒兵源短缺與仍未有球會效力的佩特里奇，簽署合約留隊至2014年夏季。

## 国家队
2001年，当时的克罗地亚国家队主教练米尔科·约泽奇注意到了在瑞士踢球的拥有多重国籍的佩特里奇，将其召入克罗地亚国家队。至今为止他在国家队最出名的举动是在温布利球场远射破门3-2击败英格兰，并将后者拒于2008年欧锦赛决赛圈之外。

## 外部連結
- 官方网站 （德文）
- Interview with Mladen Petrić in a Croatian-Swiss magazine （克羅埃西亞文）
- fussballdaten.de：Mladen Petrić之統計數據 （德文）
- 足球数据库：姆拉登·佩特里奇的球员统计数据